# 청주한씨 청연공파 묘역
청주한씨 청연공파 묘역(淸州韓氏 靑蓮公派 墓域)은 대한민국 경기도 성남시 분당구 율동에 있다. 2009년 6월 25일 성남시의 향토문화재 제9호로 지정되었다.

## 개요
예전의 광주지역인 성남시 분당구 율동공원 내에 문정공(文靖公) 한계희(韓繼禧, 1423~1482)의 묘소에 그의 삼남 한사신(韓士信)이 삼년상을 치르고 내려와 살게되었다.
그의 아들 16世 도정공 한석(韓碩)과 17世 청연공 한지원(韓智源) 18世 도곡공 한술(韓述) 19世 한명욱(韓明勗)과 그의 적장손 20世 한상(韓商)의 후손이 이 지역에서 대대로 세거하였으며 직계 후손이 문형산 자락 되치미 한 씨이다.
참고로 종원 누군가의 개입으로 한계희의 삼남 한사신이 삼년상 치르고 이 지역에 세거한 것을 사남 한사개로 위조해 놓았다.
17世 청연공 한지원은 예문관 대제학 홍문관 대제학에 증직 되었으며 18世 도곡공 한술은 홍문관 대제학을 지내며 그의 직계 후손인 되치미 한 씨들이 대대로 세거하며 서울문턱 문현산이 대제학 별칭인 문형을 따서 문형산으로 부르게 되었으며 진해촌(眞海村)을 문형리라 부르게 되었다.
적장손 27世 한영달(韓永達)은 제적등본상 한억성(韓億成) 아호는 의성(意成) 응달(應達)로 대한제국 과도기 민국임정 건국위 국부 중 한 분으로 기록되어 있으며 일본 외무성 기록 중 일본 관동군 참모부가 1919년에 중국 주재 일본 외무대신 내전 강재에게 보낸 문건을 비교 분석하여 민국 임정 국부분들은 1800년대 출생하신 것을 1900년대 출생한 것으로 위조하고 이북 출신으로 위조해 역사에서 지워진 것이 확인됩니다.
그 이전 대한 매일 신보 1908년7월9일자 기사내용을 참고하면 청연공 한지원 집안 하세(下世) 묘역이 있는 용인시 정몽주 묘역 마을은 왕산리 능동풍진 능골  능원 우명동(소우리,소리) 느라골 능내골 능라골 가치곡 등으로 불리워 졌으며 밀정 행위 이후 판관공 후손으로 갔다 붙인 친일파 한경원은 한반도 주둔 일본군 사령부 밀정으로 前부령 민극호 등 한영달을 포함하여  연일 정씨 연안 이씨 집안 지휘부 휘하에 있었던 대한제국 군들이 한영달 고향에 주둔해 있는 것을 밀정 한경원이 일본군에게 밀고하였다. 
이로 인하여 대한제국 군대는 북쪽에서 남쪽으로 밀려난 것으로 보입니다.
기사에 따르면 경기 광주 지역이 밀정 지역 중 한 곳으로 밀정 대가로 친일파 한경원은 1907년 10월 11일 일본군 사령부로부터 밀정 대가로 그 당시 일본 돈 115엔(원)을 지급 받았다.
밀고로 대한제국 군과 일본군 사이에 총 과 화포를 동원한 교전이 있었으며 동장(촌장)은 일본군 소총에 맞아 사살됐으며 의병(대한 군을 의병으로 폄하 시키고 소탕 이후 친일파들이 의병 독립군으로 신분세탁합니다)은 퇴각하였다는 기사입니다.
그 후 살아남은 남녀노소는 일본 군에 의해 이천까지 끌려갔다가 풀어 주었다고 기술하고 있다. ↵이때 한영달의 아들 삼 형제는 10대였으며 겨우 목숨을 부지한 것으로 보입니다.
기사 내용에는 교전 이후 그 지역은 소탕되고 아무도 살지 않았다고 기록되어 있어 이후에 친일파들이 성남 분당구 오포읍 모현면등 한영달의 집안 재산을 찬탈 한것이 확인됩니다.
이들은 1차로 문보를 만들어 족보에 수단할 위조 수단을 만들게 되며
2차로 만가보를 만들고 이후 위조 족보를  근거로 1909년  민적령 발효 이후 민적부에 성씨를 등록하며 1912년 이후 위조한 만가보 등 위조 족보를 근거로 식민지시기 등기를 본인 소유로 내어 찬탈하게 됩니다.
이들 친일파들은 3차 족보를 1920년 전후 발간하며 이시기 대가 끊긴 곳 과 또는 없는 형제를 만들고 기존 찬탈한 재산을 각 종파를 만들어 나눠가집니다.
추가로 불법으로 붙일 곳이 없으면 계속 윗대에 대가 끊긴 곳을 찾아 상세(上世)로 붙이고 종파를 나누어 가집니다.
그후 용인 정몽주 묘역 안골 과 성남 율동공원 서근베미등은 친일파들이
찬탈하고 족보를 위조하여 청연공 후손등으로 신분을 세탁하게 되며
한영달의 아들 셋은 어린 나이에 쫓겨나 하천부지 모래밭 일구어 살은 곳이 경기도 광주시 오포읍 문형리 내에 되치미 이다.
율동 공원 뒷산 이름이 응달 평산인 것은 한영달의 이름에서 유래되었다.
이곳 성남시 분당구 율동공원 내에 1900년대 이후 조성된 묘역은 대부분 친일파들이
찬탈해 친일파 묘역이 조성되어 있으며 용인시 정몽주 묘역 안골 과 우명동을 포괄하는 능원 일대는 식민지시기 찬탈당한 뼈아픈 역사 교육의 장소이기도 하다.
위 집안의 역사를 지우기 위해 식민지시기 광주군 모현면을 용인시로 분리시켰으며
이러한 행정 기록은 은폐되어 시 홈페이지 연혁 내용에서 삭제되었다.
19世 한명욱의 묘역 봉분은 品자 형태로 조성되어 있으며
비문 뒷면 묘갈(글)을 식민지시기 위조하여
동래정씨 정상의 의 따님이신 두번째 처(妻,간음하다 의 뜻으로 본 부인 다음 둘째 아내)동래정씨가 1636년에 청나라에 잡혀가서 그해 52세에 졸(卒)하신것을
충주 박량 의 따님이시자 82세에 졸(卒)하신 첫째 부인 고령 박씨와 바꿔치기하였다.
이들 친일파 후손들은 부친 과 조부들의 만행을 악습하여 먼저 작고하시어
品자 묘중 맨 상단에 모셔진 동래정씨를 은폐하기 위해 사초작업을 빌미로
동래정씨 봉분을 크게 만들어 명욱의 묘로 위조해 훼손하여 놓았다.
위조한 묘비석 뒷면 내용에 동래정씨가 맨 상단에 자리하고 있다고 새겨져있으며
비석 전면에 좌측에(보는 방향에서 우측) 두번째 처(妻) 동래정씨가 첫번째로 쓰여있어 먼저 작고하시어 상단에 묻히신게 확인됩니다.
또한
장묘 풍속에 역장이 없기에 이에 대한 근거가 되며
의병장 조경남이 쓴 속잡록에 1636년 병자호란중에 서평부원군 한준겸의 집으로
피신하였다가 여러 대신들의 부인 처 처첩이 살해되었거나 잡혀간 사람 다시 살아돌아 온 사람까지 기록하고 있다.
속잡록에 한명욱의 처가 청나라 군사에게 붙잡혔다고 기록하고있어 희생된것이 중복으로 확인됩니다.
또한 이들은 1920년 이후 삼채집 과 기오수록 이라는 서책을 위조해 놓았으며 1920년 이후 족보를 위조해 1700년대 초 족보로 만들어 국립중앙도서관등에 기증해 놓았습니다.
위의 청연공파 묘역이 식민지시기 찬탈당한것이 확인됩니다.
위의 내용은 용인시 문화원 자료 성남시 문화원 자료 경기 광주시 문화원 자료 일본 관동군 참모부 문건을 참조하였다.
또한
한영달의 증손으로 광주 성남지역 토박이 이자 현재 청주 한씨 문경공 총무 청주한씨 중앙종친회 겸임 이사 및 제전위 감사이사 청주 한씨 문정공파 총무이사 청주한씨 대제학 되치미 종중회 회장 청한 예학회 총무 대한글씨어원연구회 회장으로 활동중인 30世 한택영이 연구한 청연공파 족보수단 연구사 와 한학자인 그의 부친 수돌로 부터
전해들은 집안의 구전을 기초로 쓰여졌다.
친일파들의 조상이라 주장하는 가공인물 20世 韓亢(높을항 대체할항)은 애초에 沆(넓을항)쓰는 양절공 한확 후손인 다른 사람을 갔다 붙인것이 확인됩니다.
또한 비문에 맏아들 상으로 명시되어있으며 뒷면에 묘갈을 1910년전후에 새겨넣어 항을 추가해 끼워넣고 할머니 두분을 바꿔치기해 묘비를 위조하였습니다.
즉 1905~1908년 되치미한씨 집안은 일본군 전투 이후 선산 및 토지를 찬탈 당한것이 확인됩니다
묘역은 당대 유림들로부터 최고의 문사로서 추앙받고 호당(湖堂)에 뽑힌 청연공 한지원(韓智源, 1514~1561) 등을 포함한 3대에 걸친 묘역으로 조성되었다. 묘의 양식에는 부분적 차이가 있으나 조선시대 전형적인 묘제 양식을 보여준다.